# Grea
Grea è una frazione del comune di Domegge di Cadore di circa 200 abitanti, il cui nome deriva dalla grava o ghiaia di cui è composta un'antica frana del periodo glaciale, sulla quale è edificato l'abitato.

## Storia
Determinante, ai fini dello sviluppo del paese, è stata la strada a tornanti costruita negli anni sessanta, che ha potuto dare maggiore visibilità ad un paese quasi isolato e difficilmente raggiungibile d'inverno. Essa fu fortemente voluta dallo scomparso Pietro Frescura (allora comproprietario della occhialeria Foca), con il diretto intervento dell'On. Giacomo Corona di Erto. All'inizio la sua iniziativa non ebbe il plauso di tutti (esisteva ancora una mentalità radicata sull'economia di tipo agricolo e pertanto la sottrazione di terreno agricolo era vista negativamente). Alcuni proprietari dei fondi, oggetto degli espropri ne erano contrari.
Nel corso degli anni, a seguito dei danni provocati ad oltre 100 abitazioni di Vallesella, da parte del lago artificiale Centrocadore, una parte del paese fu ricostruito sui primi tornanti della strada che porta a Grea. I danni in questione, a differenza del Vajont, si limitarono solo all'abbattimento delle abitazioni vicino al lago.
Nel periodo della prima guerra mondiale, nel libro: "Dalle Dolomiti al Grappa" (edizioni DBS), il paese di Grea appare nitidamente sullo sfondo d'una foto della stazione di Calalzo, appena abbandonata dalla IV armata italiana.
Nella sua ritirata, dopo lo sfondamento di Caporetto, l'esercito italiano, la mattina dell'8 novembre 1917 faceva saltare il ponte sulla Molinà. All'arrivo del nemico, gli italiani facevano saltare il deposito di munizioni in località Gei ed incendiavano i depositi militari di Calalzo, per non lasciare del materiale al nemico. Alcuni cannoni venivano abbandonati e frettolosamente distrutti a Pian di Noai, altri gettati nel burrone della Molinà.
Dopo l'occupazione gli austriaci requisirono parte del bestiame ad una popolazione con gravi problemi di approvvigionamento, tanto che la gente più povera moriva di fame e di malattie. La carenza di cibo provocherà un forte aumento dei decessi tra i bambini e gli anziani.
A complicare le cose, nel 1918 arriverà la spagnola. Si trattava di una febbre di origine virale, che provocherà in tutto il mondo 50 milioni di morti. Solo in Italia i decessi tra soldati e civili, provocati dall'epidemia, saranno tra le 300 e 700 000 unità.
L'invasore, dopo l'euforia dei primi mesi, a partire dalla primavera del '18 non ebbe più nulla da depredare, andava nei campi a dissotterrare patate crude o si cibava con bacche e radici. Anche in Austria la popolazione civile non aveva di che sfamarsi e cominciavano le prime rivolte a Vienna e nelle principali città dell'Impero Asburgico. Nell'estate del 1918, dopo la disastrosa battaglia del Solstizio sul Piave (15-22 giugno 1918), ai soldati austro-ungarici venivano assegnati due etti di pane al giorno e due etti di carne alla settimana, tanto è che più che i cannoni poté la fame e la malaria sul fronte sud del Piave. Solo nel novembre 1918, con la vittoria italiana sull'Austria, arriveranno le prime truppe italiane a portare conforto e generi alimentari ad una popolazione sfinita e allo stremo delle forze.
Il monumento ai caduti (a fianco della chiesa) riporta i nomi dei soldati caduti sulle Tofane, sul Monte Grappa e sulla linea del Piave. Sul Col dell'Orso (Grappa), il 15 giugno 1918, durante la Battaglia del Solstizio, fu mortalmente ferito il Tenente Giuseppe Frescura, Vice Comandante della 24ª Batteria del Gruppo Belluno (Medaglia d'Argento al Valor Militare), deceduto il 16 a Crespano e poi sepolto nel Tempio Ossario di Bassano del Grappa (loculo 107).
A metà anni trenta quasi tutto il paese, costituito di case in legno, andò a fuoco. Gli abitanti ebbero solo il tempo per fuggire e niente andò salvato dal rogo. Per diversi mesi, in attesa della ricostruzione, molti paesani furono sfollati e vennero ospitati nei paesi vicini, a dimostrazione della solidarietà che esisteva a quei tempi.
Negli anni 1920-1930 molti greolini (abitanti di Grea) emigrarono oltreoceano, la maggior parte di essi rientrarono, acquistando terreni e fabbricati, con i soldi risparmiati in lunghi anni del lavoro all'estero. Alcuni scelsero di emigrare in Francia (solitamente antifascisti), Germania, Belgio e Lussemburgo. In questi ultimi paesi europei trovavano lavoro nei cantieri, in miniera o nei campi. Dopo l'accordo d'amicizia tra la Germania nazista di Hitler e l'Italia fascista di Mussolini (anno 1936), la Germania richiese più volte manodopera stagionale, per la raccolta nei campi (solitamente patate). Diversi greolini vi aderirono, per necessità economiche. Fu la prima volta che chi abituato ad un'agricoltura di tipo arcaico, si accorse che in Germania c'era una società moderna e meccanizzata. In poche parole, nonostante la chiassosa propaganda del Regime, l'Italia era ancora un Paese arretrato, la cui economia si basava quasi essenzialmente su un'agricoltura da fine Ottocento e con un'industria quasi inesistente.
Dopo lo scoppio della seconda guerra mondiale, la caduta del governo di Mussolini (luglio 1943), la fuga del re a Brindisi e successiva formazione della Repubblica Sociale Italiana; nella parte finale della guerra, Grea, come tutto il Cadore, l'Alto Adige e Friuli, fu sottratta all'Italia e divenne parte integrante del III Reich, sotto la giurisdizione diretta del Gauleiter del Tirolo Franz Hofer, alle dirette dipendenze di Hitler ed Himmler. Persino i francobolli italiani non erano accettati nella corrispondenza e gli uffici postali avevano l'obbligo di non obliterare ciò che non fosse conforme alle tariffe del Reich. (I rari francobolli italiani, obliterati per sbaglio dagli uffici postali dell'Alpenvorland, a livello di collezionismo, valgono ora una fortuna).

## Resistenza partigiana
L'11 settembre 1944, un abitante di Grea, tale Guglielmo Frescura detto "Memi", mentre saliva il sentiero da Vallesella verso il paese, durante una rappresaglia tedesca da parte della Wehrmacht, fu mitragliato e rincorso per essere eliminato. Ferito gravemente ad una gamba e nascosto dietro ad un tronco d'albero, si salvò solo perché, grazie alla propria conoscenza del tedesco, riuscì a gridare ai soldati di essere un semplice civile e non un ipotetico partigiano. Nello stesso episodio, tra le vittime ci furono anche una donna e le sue figlie, raggiunte dalle pallottole, mentre stavano pacificamente lavorando i campi. I morti della rappresaglia tedesca sopra Vallesella furono sei. Il mese dopo, il 25 ottobre 1944 a seguito della delazione di una spia Ucraina i tedeschi impiccheranno a Domegge, agli alberi di fronte alla chiesa, Renato de Bernardo e Duilio Cian (di 17 anni). Un altro partigiano, Renato Frescura (anche quest'ultimo di Domegge), per non cadere vivo in mano ai tedeschi, preferirà attaccarsi ai fili (5000 volt) di una cabina di trasformazione di corrente.
Nello stesso giorno della strage di Vallesella, l'11 settembre 1944, il partigiano Alfredo Frescura (classe 1925), assieme ad alcuni compagni nei pressi di Laggio catturava dopo un breve conflitto a fuoco l'intera guarnigione tedesca di Col Piccolo.
I 26 soldati tedeschi (in maggioranza altoatesini e austriaci) venivano trasferiti a Pian dei Buoi. Alfredo Frescura (che come nome di battaglia si faceva chiamare Tito) si occupò direttamente della loro custodia. Dopo alcune settimane i prigionieri vennero trasferiti al passo Mauria, consegnati alla brigata partigiana Osoppo, che successivamente li liberò. Al momento del commiato sul Mauria, gli stessi tedeschi ringraziavano il partigiano greolino per l'umanità e il rispetto loro prestato nelle due settimane di prigionia, tra i monti. Una differente risposta, alla ferocia con cui i tedeschi usavano trattare i partigiani (solitamente venivano impiccati dopo essere stati torturati) e la popolazione civile, a cui bruciavano le abitazioni o sparavano contro senza riguardo (come a Vallesella).
Vanno ricordati anche tutti quei civili del paese che rischiando la propria vita, si dedicavano alla consegna, camminando sui sentieri di montagna e con la gerla, derrate alimentari e generi di conforto ai partigiani. Tra essi va menzionato Giuseppe Frescura Geremia, zio dell'Alfredo, che in condizioni climatiche spesso sfavorevoli (in inverno), recapitava generi alimentari ai partigiani, nascosti nei boschi. Un atteggiamento propositivo lo ebbe Luigi Frescura Geremia, il quale come interprete tedesco, ebbe più volte l'occasione di salvare operai italiani occupati presso officine della Todt, evitando loro il trasferimento a Mauthausen (campo di sterminio), a seguito di manchevolezze ritenute gravi dalle disposizioni dell'occupante, in tempo di guerra.
Alla Todt lavoravano molti giovani che dopo la caduta di Mussolini e il dissolvimento dell'esercito italiano (8 settembre 1943) volevano evitare di andare nella Repubblica Sociale Italiana o cercavano scampo dall'internamento in campi di prigionia tedeschi. Per molti giovani greolini il dopo 8 settembre '43 fu un dramma, in quanto costretti spesso a fuggire nei boschi e il dovere nascondersi per non venire reclutati forzosamente dai tedeschi o dai fascisti.
Per i tedeschi, gli italiani erano solo lavoratori che dovevano asservire alla mancanza di manodopera, dovuta ai milioni di soldati tedeschi che operavano sul fronte Occidentale od Orientale, nel vano tentativo di fermare l'avanzata russa.
Il ministro degli armamenti Abert Speer, succeduto a Todt (morto in uno strano incidente aereo), riuscì ad incrementare la produzione di armamenti, nonostante i bombardamenti americani e per farlo fece uso di manovalanza civile o dei nostri prigionieri internati in Germania, trattati come schiavi e debilitati dalla carenza di cibo.
Dopo il 1943, diversi giovani del paese furono aggregati alla Todt, mandati nella zona tra Castellavazzo e Longarone a scavare trincee e gallerie nella roccia. In quel periodo a comandare le truppe tedesche in Italia era il generale Rommel (poi costretto al suicidio da Hitler). Egli conosceva molto bene la zona di Longarone, in quanto nella prima guerra mondiale, ancora giovane tenente con pochi uomini, proveniente dalla valle Ertana ed attraversato di notte il Piave, aveva conquistato il paese, catturando quasi 10 000 prigionieri italiani della IV armata in ritirata. Con il trasferimento di Rommel in Francia a costruire il vallo Atlantico, in Normandia, anche i lavori di trinceramento tra il Piave e Castellavazzo furono bloccati.
Nel 1944 durante una retata, migliaia di civili furono incolonnati sulla statale 51 d'Alemagna e fatti sfilare nella caserma di Tai, davanti ad una spia italiana incappucciata per non farsi conoscere, che decideva della vita o della morte di chi gli passava davanti. Diverse persone furono arrestate, torturate e finirono in campi di sterminio, per non farvi più ritorno. Nessun abitante del paese fu trattenuto dai nazisti, Calalzo ebbe meno fortuna.
Al di là delle poche spie cadorine che attraverso la loro delazione fecero condannare a morte diverse persone (molte delle quali passarono per il campo di concentramento di Bolzano), va ricordato che alcuni bellunesi, appartenenti ai comuni confinanti con l'Alto Adige, reclutati sotto il III Reich si specializzarono nella tortura dei prigionieri che morivano spesso durante gli interrogatori. Personaggi, che a guerra finita generalmente scapparono in Argentina o nei Paesi dell'America Meridionale e non fecero più ritorno in Italia, per paura delle ritorsioni dei parenti delle vittime.
Molti criminali si imbarcarono da Genova, con passaporti falsi. In tale contesto, a ragione o torto è stato fatto spesso il nome della Chiesa. Un ruolo non secondario lo ebbe Francisco Franco (dittatore della Spagna sino al 1975), presso il quale trovarono rifugio personaggi come il croato Ante Pavelić accusato del genocidio di 500 000 persone.
Quasi per una rivalsa, con riferimento alla sconfitta nella prima guerra mondiale, furono proprio gli austriaci e molti alto-altesini a farsi carico delle maggiori nefandezze nei confronti della popolazione civile o persone sospette di essere fiancheggiatori dei partigiani.
Durante la guerra era in vigore il razionamento del cibo e alcuni generi alimentari erano introvabili, tanto da costringere molti a recarsi segretamente in pianura, ad acquistare al mercato nero generi di conforto, per sostenere la famiglia. Il cibo era scarso e razionato, tanto che in paese erano spariti i gatti. Le autorità proibivano e reprimevano drasticamente il mercato nero, sebbene non riuscissero a bloccarlo, tanto più che a volte gli stessi fascisti ne facevano metodo per approvvigionarsi. Nello stesso periodo la svalutazione della moneta raggiungeva limiti impensabili, coloro che prima della guerra invece che investire in beni immobili, si fidarono dei titoli obbligazionari emessi dal governo fascista, perdettero tutto. Nel 1936 con settemila lire si acquistava una piccola casa, dieci anni dopo, con la stessa somma di denaro si poteva prendere a malapena un cappotto.
Molti soldati mandati trionfalmente a combattere in Russia (dove il corpo di spedizione italiano ebbe 80 000 morti e dispersi), non fecero più ritorno. Quella che doveva essere una passeggiata, secondo la propaganda fascista, dimostrò che nonostante l'eroismo dei nostri soldati, era difficile affrontare il terribile inverno russo ad una temperatura di 30 gradi sotto zero, con scarpe di suola in cartone, indumenti estivi e pochi mezzi meccanizzati. Non a caso i russi, durante lo sfondamento di Stalingrado, attaccarono di proposito le impreparate truppe italiane e rumene, consapevoli di potere contare sull'inadeguata preparazione del nemico. Tra il Volga e il Don si consumò la tragedia dell'esercito italiano, una marcia forzata a piedi, con i russi ben equipaggiati che attaccavano i nostri soldati in ritirata. Chi si fermava moriva in pochi minuti, fame e congelamento ovvero gangrena agli arti inferiori o alle parti esposte freddo.
Tra i pochi superstiti che poterono rientrare ci fu Aldo Piazza (poi gestore del bar centrale), il quale come molti altri, rientrò furtivamente al confine, in un treno oscurato, poiché la propaganda fascista non voleva far sapere agli italiani, che quella che veniva annunciata come una vittoria, si trattava invece di una sconfitta che vedeva il rientro di pochi soldati feriti, congelati e depressi. L'ordine delle autorità era di mascherare la reale portata della sconfitta per non deprimere ulteriormente la popolazione già sfiduciata a causa delle distruzioni di molte città e zone industriali da parte dei bombardieri americani. A ciò si aggiungeva la prostrazione per la penuria di generi alimentari.
I russi ebbero quasi 20 milioni di perdite umane e quindi la loro reazione fu durissima nei confronti dei prigionieri italiani, alcuni dei quali tornarono a casa negli anni cinquanta; ma la maggior parte morirono di stenti e malattie nei gulag della Siberia o a Stalingrado o Leningrado (S.Pietroburgo), nella ricostruzione delle città distrutte.

## Economia
L'economia di inizio Novecento era impostata sulla pastorizia, allevamento di bestiame e coltivazione di piccoli appezzamenti di terra, seminati prevalentemente a sorgo, patate e canapa da fibra. In paese non esistevano ancora fabbriche di occhiali. Qualcuno più fortunato andava a lavorare alla Lozza (oggi assorbita dalla De Rigo), alla Fedon o alla Carniel, poi fallita e rilevata dal com. Guglielmo Tabacchi che la chiamò Safilo.
Nel 2009, causa una cattiva gestione con un forte debito (oltre 500 milioni di euro) ed una diminuzione del fatturato, la Safilo è stata salvata dal fondo d'investimento olandese Hall che ha ripianato i debiti e le ha assicurato un futuro industriale.
Dopo gli anni cinquanta si andò sviluppando l'industria dell'occhiale anche a Grea e gradualmente l'allevamento di bestiame e la coltivazione dei campi vennero a meno. Alla fine degli anni ottanta ormai nessuno allevava più bestiame ad uso familiare. Sorsero le prime fabbrica per la lavorazione della celluloide e trasformazione del prodotto, in occhiali. La Foca arrivò ad oltre 100 operai, altre fabbriche artigianali sorsero ben presto: la Tonda Felice poi trasferita a Subiaco vicino a Roma, la Iom di Frescura e Marini, la Foves di Frescura e Merotto, la Oam di De Carlo Virginio.
L'industria degli occhiali a partire dall'inizio anni duemila è andata progressivamente in crisi, causa la forte concorrenza cinese ed orientale in genere. Salvo i quattro colossi mondiali (Luxottica, Safilo, De Rigo e Marcolin), c'è stata un calo occupazionale generalizzato, nel settore dell'occhialeria, che ha portato ad una diminuzione della popolazione di Grea. Le difficoltà dell'occhialeria, con la chiusura di ulteriori laboratori e piccole fabbriche si è accentuata nel 2008, a seguito della crisi finanziaria mondiale, partita dagli Usa e che ha colpito ancora più drasticamente l'esportazione e il consumo interno.

## Siti di particolare interesse
- Chiesa di San Leonardo, in stile gotico, risale al 1430 ed è posizionata a circa 912 m di altitudine. Si tratta di un edificio con tetto in legno, sotto la tutela delle Belle Arti. Il campanile fu edificato successivamente, attorno al 1700, come da dicitura che si trova sul lato ad est.

Vicino al campanile e verso il lato sud-est, fino alla fine del Settecento si trovava il cimitero del Paese. Con l'editto di Napoleone esso fu successivamente trasferito fuori dal Paese, a qualche centinaia di metri a nord-ovest della chiesa.
- Valle di Bieggia (si trova nel bosco, prendendo la strada che da Vallesella porta a Grea e che si imbocca in curva, 500 metri prima della fabbrica" Astucci Fedon"). Un tempo si trattava di una valle adibita al pascolo, venute a meno tale scopo, vi cresce ora un bosco di conifere e vi è stato edificato un tiro a segno.
- Chiesa di Sant'Antonio, costruita nel bosco a pochi passi dal paese fu edificata con le rimesse degli emigranti e coi proventi raccolti grazie alla tradizione del maiale di S. Antonio, ovvero un maiale che in tempi passati veniva allevato dal paese e il cui ricavato servivano per costruire la chiesa.
- Pian dei Signori, luogo situato poco sopra il paese che la leggenda vuole essere la dimora del Signore del luogo, e dove più in basso si ritiene ci fosse il vecchio villaggio, tanto che fino a 50 anni fa, nei campi si trovavano degli avvallamenti tipici di un cimitero del loco.

Se realmente fu abitato, ciò avvenne prima della edificazione della chiesa di San Leonardo del 1430.
- Piazza IV Novembre, caratteristica per la sua fontana che serviva all'abbeveraggio del bestiame e l'approvvigionamento dell'acqua per usi domestici, visto che al tempo non c'era l'acqua in casa.

## Cognomi
Come in molti paesi di montagna esistono dei cognomi predominanti. Essi sono: Frescura, De Carlo e Piazza. Il cognome Frescura è tipico del paese e viene più volte citato nel "Laudo di Grea" scritto attorno al 1600, quando i rappresentanti del paese approvarono un regolamento riguardante i pascoli, il bestiame, le proprietà e i confini, con l'estensione di pene pecuniarie nei confronti di coloro che non rispettavano le regole contemplate nel citato Laudo. In pratica si trattava di regole che obbligavano i paesani (allora tutti agricoltori ed allevatori di bestiame ed ovini) ad avere un comportamento corretto nei confronti degli altri, per evitare sconfinamenti e il libero arbitrio senza regole, a scapito della comunità.